# (5599) 1991 SG1
(5599) 1991 SG1 (1991 SG1, 1951 AK1, 1972 RE1, 1987 SY20, 1989 CE1) — астероїд головного поясу, відкритий 29 вересня 1991 року.
Тіссеранів параметр щодо Юпітера — 3,493.